# دانگ‌فنگ جینگی ایکس۳
دانگ‌فنگ جینگی ایکس۳ یک کراس‌اوور کامپکت کوچک است که توسط دانگ‌فنگ تحت سری محصولات جینگی تولید می‌شود.

## بررسی اجمالی

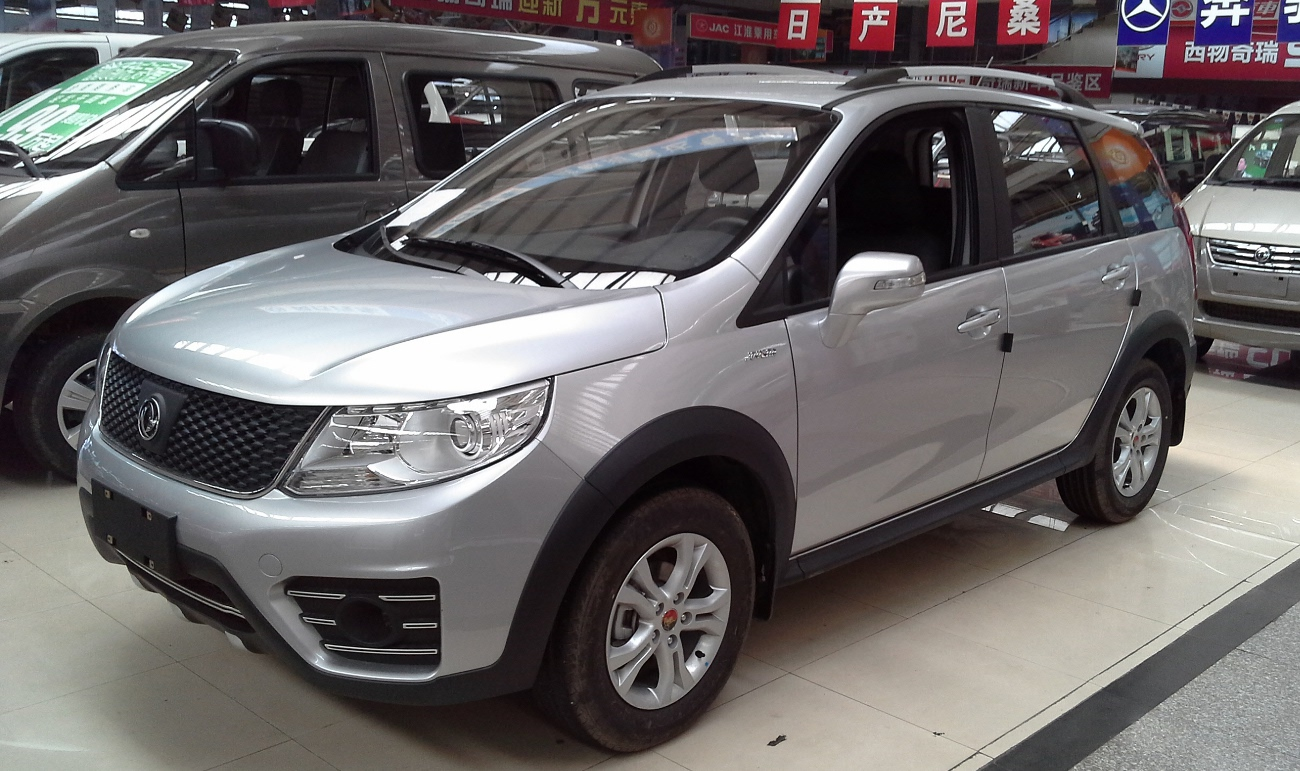
دانگ فنگ جینگی ایکس ۳

جینگی ایکس۳ تحت اولین نسل کراس‌اوور دانگ‌فنگ اس‌ایکس۵ قرار گرفته‌است که با پلتفرم آن مشترک است. جینگی ایکس۳ در سال ۲۰۱۴ با قیمت ۶۶٫۹۰۰ یوان تا ۸۶٫۹۰۰ یوان عرضه شد. طراحی این خودرو شبیه به فیس‌لیفت دانگ‌فنگ جینگی ایکس۵آی است زیرا این دو خودرو پلتفرم یکسانی دارند.

یک فیس‌لیفت از این خودرو در سال ۲۰۱۶ تولید شد که جلوپنجره‌های ایکس۳ تغییر یافت.